# Copa Itália de Voleibol Masculino de 2019–20
A Copa Itália de Voleibol Masculino de 2019–20 foi a 42.ª edição desta competição organizada pela Lega Pallavolo Serie A, consórcio de clubes filiado à Federação Italiana de Voleibol (FIPAV). O torneio ocorreu de 22 de janeiro a 23 de fevereiro, e teve como vencedor o Lube Macerata.

## Regulamento
As equipes classificadas do 1.º ao 8.º lugar ao final do primeiro turno da fase classificatória da SuperLega de 2019–20 participaram do torneio, que foi divido nas fases quartas de final, semifinais e final.

## Resultados

### Chaveamento
|  | Quartas de final | Quartas de final   | Quartas de final |                    |    | Semifinais         | Semifinais | Semifinais |  |  | Final | Final | Final |  |
|  |                  |                    |                  |                    |    |                    |            |            |  |  |       |       |       |  |
|  | 1º               | Lube Macerata      | 3                |                    |    |                    |            |            |  |  |       |       |       |  |
|  | 1º               | Lube Macerata      | 3                |                    |    |                    |            |            |  |  |       |       |       |  |
|  | 8º               | Volley Milano      | 1                |                    |    |                    |            |            |  |  |       |       |       |  |
|  | 8º               | Volley Milano      | 1                |                    | 1º | Lube Macerata      | 3          |            |  |  |       |       |       |  |
|  |                  |                    |                  |                    | 1º | Lube Macerata      | 3          |            |  |  |       |       |       |  |
|  |                  |                    | 5º               | Trentino Volley    | 2  |                    |            |            |  |  |       |       |       |  |
|  | 4º               | Powervolley Milano | 5º               | Trentino Volley    | 2  | 0                  |            |            |  |  |       |       |       |  |
|  | 4º               | Powervolley Milano |                  |                    |    |                    |            |            |  |  |       |       |       |  |
|  | 5º               | Trentino Volley    | 3                |                    |    |                    |            |            |  |  |       |       |       |  |
|  | 5º               | Trentino Volley    | 3                |                    | 1º | Lube Macerata      | 3          |            |  |  |       |       |       |  |
|  |                  |                    |                  |                    |    |                    |            |            |  |  |       |       |       |  |
|  |                  |                    | 2º               | Sir Safety Perugia | 2  |                    |            |            |  |  |       |       |       |  |
|  | 2º               | Sir Safety Perugia | 2º               | Sir Safety Perugia | 2  | 3                  |            |            |  |  |       |       |       |  |
|  | 2º               | Sir Safety Perugia |                  |                    |    |                    |            |            |  |  |       |       |       |  |
|  | 7º               | Pallavolo Padova   | 0                |                    |    |                    |            |            |  |  |       |       |       |  |
|  | 7º               | Pallavolo Padova   | 0                |                    | 2º | Sir Safety Perugia | 3          |            |  |  |       |       |       |  |
|  |                  |                    |                  |                    | 2º | Sir Safety Perugia | 3          |            |  |  |       |       |       |  |
|  |                  |                    | 3º               | Modena Volley      | 0  |                    |            |            |  |  |       |       |       |  |
|  | 3º               | Modena Volley      | 3º               | Modena Volley      | 0  | 3                  |            |            |  |  |       |       |       |  |
|  | 3º               | Modena Volley      |                  |                    |    |                    |            |            |  |  |       |       |       |  |
|  | 6º               | Porto Robur Costa  | 0                |                    |    |                    |            |            |  |  |       |       |       |  |

### Quartas de final
| Data   | Hora  |                    | Placar |                   | Set 1 | Set 2 | Set 3 | Set 4 | Set 5 | Total | Relatório |
| ------ | ----- | ------------------ | ------ | ----------------- | ----- | ----- | ----- | ----- | ----- | ----- | --------- |
| 22 jan | 20:30 | Lube Macerata      | 3–1    | Volley Milano     | 25–23 | 25–14 | 18–25 | 25–19 |       | 93–81 | Relatório |
| 23 jan | 20:45 | Powervolley Milano | 0–3    | Trentino Volley   | 23–25 | 19–25 | 19–25 |       |       | 61–75 | Relatório |
| 22 jan | 20:30 | Sir Safety Perugia | 3–0    | Pallavolo Padova  | 25–16 | 27–25 | 25–17 |       |       | 77–58 | Relatório |
| 22 jan | 20:30 | Modena Volley      | 3–0    | Porto Robur Costa | 26–24 | 25–13 | 25–22 |       |       | 76–59 | Relatório |

### Semifinais
| Data   | Hora  |                    | Placar |                 | Set 1 | Set 2 | Set 3 | Set 4 | Set 5 | Total  | Relatório |
| ------ | ----- | ------------------ | ------ | --------------- | ----- | ----- | ----- | ----- | ----- | ------ | --------- |
| 27 fev | 16:00 | Lube Macerata      | 3–2    | Trentino Volley | 15–25 | 20–25 | 25–16 | 25–21 | 15–12 | 100–99 | Relatório |
| 27 fev | 18:30 | Sir Safety Perugia | 3–0    | Modena Volley   | 25–19 | 25–22 | 26–24 |       |       | 76–65  | Relatório |

### Final
| Data   | Hora  |               | Placar |                    | Set 1 | Set 2 | Set 3 | Set 4 | Set 5 | Total   | Relatório |
| ------ | ----- | ------------- | ------ | ------------------ | ----- | ----- | ----- | ----- | ----- | ------- | --------- |
| 23 fev | 18:00 | Lube Macerata | 3–2    | Sir Safety Perugia | 21–25 | 25–23 | 25–23 | 34–36 | 15–10 | 120–117 | Relatório |

## Premiação
| Copa Itália de 2019–20             |
| Marcas                             |
| ---------------------------------- |
| Lube Macerata Campeão (6.° título) |